# مارتن ستروبل
مارتن ستروبل (بالألمانية: Martin Strobel) مواليد 5 يونيو 1986 في روتفايل، ألمانيا، هو لاعب كرة يد ألماني يلعب كوسط مدافع. يلعب حاليا مع نادي بالينغن فايلشتيتن لكرة اليد ويحمل الرقم 15. مثل منتخب ألمانيا لكرة اليد. شارك في دورة الألعاب الأولمبية الصيفية سنة 2016.

## المسيرة الاحترافية
لعب مع نادي بالينغن فايلشتيتن لكرة اليد في الدوري الألماني من سنة 2005 إلى 2008، ثم لعب مع نادي لمغو لكرة اليد من سنة 2008 إلى 2013، ثم لعب مع نادي بالينغن فايلشتيتن لكرة اليد في الدوري الألماني في سنة 2013.

## سجل المنافسة
شارك في البطولات التالية:
- بطولة العالم لكرة اليد للرجال 2015
- بطولة أوروبا لكرة اليد للرجال 2012
- بطولة أوروبا لكرة اليد للرجال 2016
- الألعاب الأولمبية الصيفية 2016

## الإنجازات
- كرة اليد في الألعاب الأولمبية الصيفية:
  -  برونزية: كرة اليد في الألعاب الأولمبية الصيفية 2016 – مسابقة الرجال
- بطولة أوروبا لكرة اليد للرجال:
  -  ذهبية: بطولة أوروبا لكرة اليد للرجال 2016

## روابط خارجية
- مارتن ستروبل على موقع الاتحاد الأوروبي لكرة اليد (الإنجليزية)
- مارتن ستروبل على موقع أوليمبيديا (الإنجليزية)
- مارتن ستروبل على موقع اللجنة الأولمبية الألمانية (الألمانية)